# Leioproctus scitulus
Leioproctus scitulus är en biart som först beskrevs av Cockerell 1921.  Leioproctus scitulus ingår i släktet Leioproctus och familjen korttungebin. Inga underarter finns listade i Catalogue of Life.